# Centre Cultural de la Memòria Haroldo Conti
El Centre Cultural de la Memòria Haroldo Conti és un espai de memòria de Buenos Aires (Argentina) ubicat a l'edifici de l'Escola de Mecànica de l'Armada. Té com a objectiu la promoció d'un espai obert a la reflexió, i encoratja l'elaboració de polítiques de memòria creant oportunitats pel treball conjunt d'art, cultura i política. Es pretén potenciar les expressions culturals relacionades amb la memòria de la història recent argentina a través de diferents camps (teatre, música, art, fotografia, cine, etc.). El Centre Cultural, a més de comptar amb un teatre, una biblioteca, sales d'exposicions i conferències, cinemateca i llibreria, contribueix a la recerca històrica posant a l'abast de tothom el seu Centre de Documentació i organitzant seminaris i debats.
L'any 1976, el general Jorge Rafael Videla es feu amb el govern del país. Més endavant, seria substituït, de forma respectiva, pels generals Viola, Galtieri i Bignone. Aquests generals instauraren una dictadura militar caracteritzada per l'extermini de les guerrilles revolucionàries i per la "desaparició" de milers de ciutadans, que no acabaria fins l'obertura democràtica de 1984. Durant aquests anys, la Junta Militar va instituir el terrorisme d'Estat com a mecanisme general i sistemàtic de repressió social. Els familiars de les víctimes i les organitzacions de drets humans continuen treballant perquè siguin jutjats els responsables d'aquests crims de lesa humanitat per tal d'enfortir la cultura democràtica del país.